# Heiligenkreuz (Feuchtwangen)
Heiligenkreuz (auch Ziegenberg genannt) ist ein Gemeindeteil der Stadt Feuchtwangen im Landkreis Ansbach (Mittelfranken, Bayern). Heiligenkreuz liegt in der Gemarkung Larrieden.

## Geographie
Nördlich und westlich des Weilers entspringen zwei namenlose Bäche, die beide linke Zuflüsse der Sulzach sind. 0,5 km nördlich liegt das Waldgebiet Weidenbusch, 0,5 km östlich liegt das Waldgebiet Pfaffenholz. Eine Gemeindeverbindungsstraße führt nach Larrieden zur Kreisstraße AN 5 (1,5 km südwestlich) bzw. nach Kaltenbronn zur Bundesstraße 25 (2 km nordöstlich). Eine Gemeindeverbindungsstraße führt nach Tribur zur AN 5 (1,5 km nordwestlich).

## Geschichte
Heiligenkreuz lag im Fraischbezirk des ansbachischen Oberamtes Feuchtwangen. Im Jahr 1732 bestand der Ort aus 4 Anwesen. Grundherren waren das Stiftsverwalteramt Feuchtwangen (1 Gütlein), die Pfarrei Mosbach (1 Gütlein), dessen Ansprüche vom Kastenamt Feuchtwangen verwaltet wurden, und die Reichsstadt Dinkelsbühl (2 Gütlein). An diesen Verhältnissen änderte sich bis zum Ende des Alten Reiches nichts. Von 1797 bis 1808 unterstand der Ort dem Justiz- und Kammeramt Feuchtwangen.
Mit dem Gemeindeedikt (frühes 19. Jahrhundert) wurde Heiligenkreuz dem Steuerdistrikt Mosbach und der Ruralgemeinde Larrieden zugeordnet. Im Zuge der Gebietsreform in Bayern wurde Heiligenkreuz am 1. Januar 1972 nach Feuchtwangen eingemeindet.

## Einwohnerentwicklung
| Jahr      | 001818 | 001840 | 001861 | 001871 | 001885 | 001900 | 001925 | 001950 | 001961 | 001970 | 001987 |
| Einwohner | 38     | 31     | 41     | 43     | 32     | 35     | 36     | 33     | 30     | 30     | 24     |
| Häuser    | 6      | 6      |        |        | 6      | 6      | 6      | 6      | 6      |        | 6      |
| Quelle    | [ 9 ]  | [ 10 ] | [ 11 ] | [ 12 ] | [ 13 ] | [ 14 ] | [ 15 ] | [ 16 ] | [ 17 ] | [ 18 ] | [ 1 ]  |

## Religion
Der Ort ist seit der Reformation evangelisch-lutherisch geprägt und bis heute nach St. Michael (Larrieden) gepfarrt. Die Einwohner römisch-katholischer Konfession sind nach St. Ulrich und Afra (Feuchtwangen) gepfarrt.